# Ганс Гінкель
Ганс Гінкель (нім. Hans Hinkel; 22 червня 1901, Вормс — 8 лютого 1960, Геттінген) — німецький журналіст, один з керівників нацистської пропаганди, групенфюрер СС, депутат Рейхстагу.

## Біографія
Народився в сім'ї фабриканта.
В період з 1919 по 1923 роки вивчав державні науки та філософію в Боннському і Мюнхенському університетах.
У 1920 році став членом Добровольчого корпусу «Оберланд», де брав активну участь в антифранцузькому русі в Рурі.

## Партійна діяльність
4 жовтня 1921 року вступив в НСДАП (№ 287). За свою діяльність 21 березня 1923 заарештований французькою окупаційною владою, що лише спонукало Хінкеля більш активно брати участь в житті партії. У 1923 залишає Фрайкор.
9 листопада 1923 го бере участь у Пивному путчі, під час якого отримує поранення. Як учасник ходи отримав тюремний термін. Після звільнення з 1924 по 1925 роки був головним редактором націоналістичної Верхньо-баварської щоденної газети.
З 1928 співпрацював з нацистським виданнями. З жовтня 1930 став співробітником відділу берлінського «Фелькішер Беобахтер», незабаром очолив «особисте» видавництво Йозефа Геббельса «Ангріф» і став керівником пропаганди гау Великий Берлін. З цього часу Ганс Хінкель став найближчим соратником Геббельса.
14 вересня 1930 року обирається депутатом рейхстагу від Потсдама. Після приходу НСДАП до влади 30 січня 1933 року призначений державним комісаром в Міністерстві науки, мистецтв і народної освіти Пруссії. Також із 22 вересня стає одночасно і генеральним секретарем Імперської палати культури та керівником Товариства німецької культури. У липні 1935 року отримав ранг спеціального уповноваженого.
З початком Другої світової війни за програмою Імперського міністерства пропаганди керував конфіскацією та вивезенням культурних цінностей з території Польщі. З 1943 року імперський директор кіномистецтва при Імперському міністерстві пропаганди.

## Після війни
Після війни арештований американськими військами, перебував у концентраційному таборі Дахау, а потім був переданий польській владі, де в 1947 році був засуджений за конфіскацію культурних цінностей.
У 1952 році звільнений і повернувся в ФРН.
8 лютого 1960 року помер в Геттінгені.